# Paolo Bianchini
Paolo Bianchini (* 20. September 1933 in Rom) ist ein italienischer Filmregisseur und Drehbuchautor.

## Leben
Bianchini arbeitete lange Jahre als Regieassistent (1953 bis 1964), häufig für Luigi Zampa, aber auch für Vittorio de Sica und Mauro Bolognini, bevor er selbst etliche Filme inszenierte. Seine solide Genreware war handwerklich ordentlich gefertigt und von kleinem wirtschaftlichem Erfolg begleitet. Nach seinem größten Erfolg, Superandy (einer Superman-Parodie), trat er nur noch zwei Mal in Erscheinung: mit einer Koregie eines Dokumentarfilmes und 1997 mit dem hochgepriesenen, aber kaum gezeigten La grade queria. Ansonsten konzentrierte er sich auf Arbeiten für das Fernsehen.
Bianchinis Pseudonym war Paul Maxwell. Seit 2002 ist er italienischer UNICEF-Botschafter.

## Filmografie (Auswahl)

### Regisseur
- 1966: Agenten Poker (Il gioco delle spie)
- 1968: Bleigericht (Dio li crea… io li ammazzo!)
- 1968: Django – ich will ihn tot (Lo voglio morto)
- 1968: Django spricht kein Vaterunser (Quel caldo maledetto giorno di fuoco)
- 1970: Ehi amigo, sei morto!
- 1979: SuperAndy, il fratello brutto di Superman
- 1997: Die große Eiche (La grande queria)
- 2012: Il sole dentro